# Моцарт, Ганс Георг

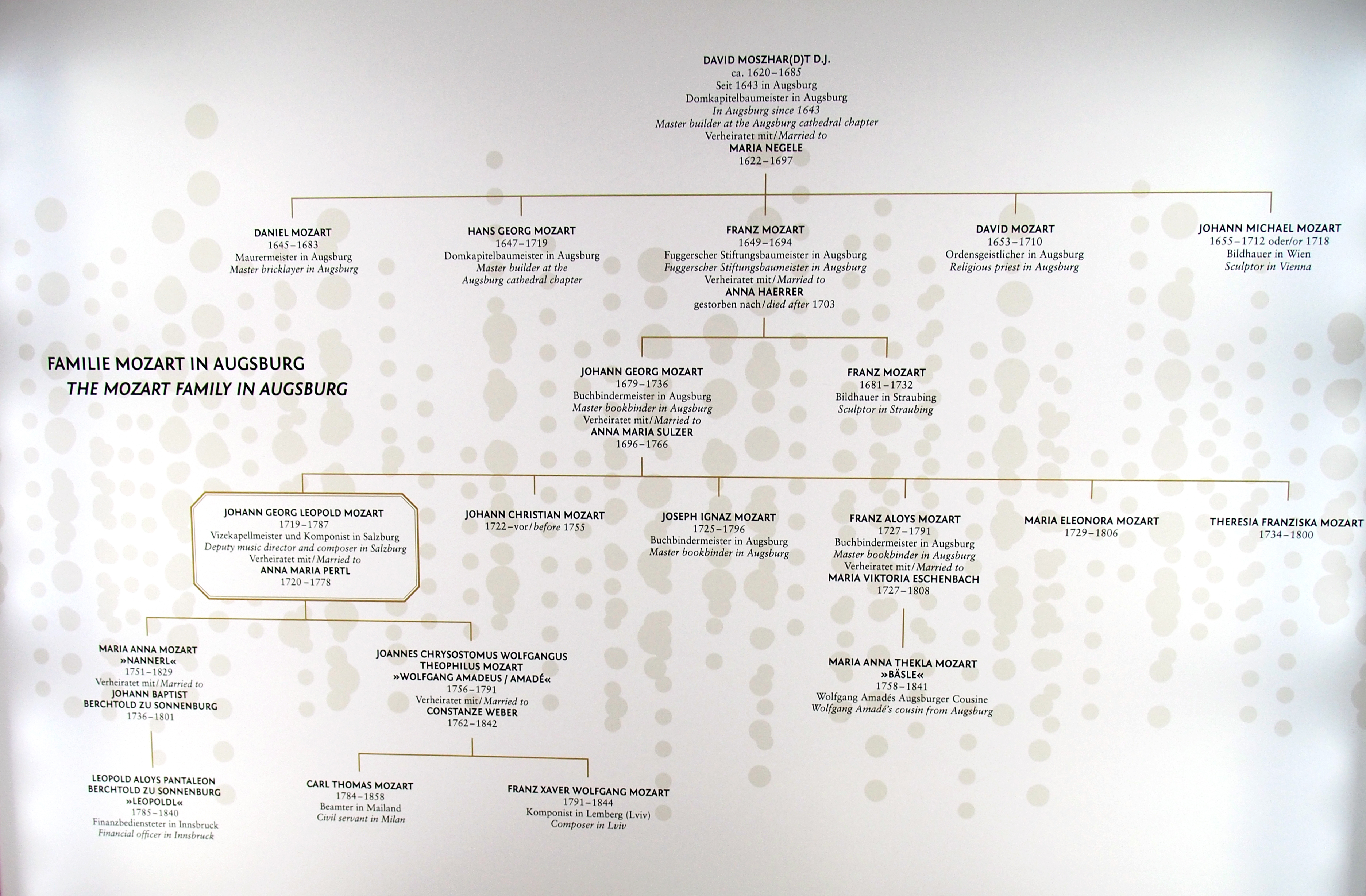
Генеалогическое древо семьи Моцартов.

Ганс Георг Моцарт (нем. Hans Georg Mozart; крещён 20 апреля 1647, Аугсбург — 19 ноября 1719, Аугсбург) — немецкий мастер-каменщик периода барокко, мастер Аугсбургского кафедрального капитула. Немецкий историк Адольф Лайер называл Ганса Георга «[…] одним из ведущих архитекторов эпохи барокко в Аугсбурге на рубеже XVIII века […]». Средний сын Давида Моцарта, опекун Иоганна Георга после смерти его отца, Франца Моцарта, прадеда В. А. Моцарта.

## Карьера
Ганс Георг Моцарт сдал экзамен на магистра каменного дела 30 октября 1679 года. В апреле 1680 года он получил от города Аугсбурга звание мастера — по наследству от отца — и, таким образом, право работать мастером-каменщиком. Предполагается, что предыдущее ученичество он провёл у отца вместе со своим братом Францем. Несколькими годами ранее, в 1677 году, оба брата, подрабатывающие носильщиками трупов, похоронили бесчестного человека, а именно палача, и были за это наказаны штрафом, который впоследствии был отменён. В 1681 году Моцарту приобрёл дом во Внешнем Пфаффенгерсе (сегодня № 24) в Аугсбургском кафедральном квартале.
Осенью 1687 года Ганс Георг Моцарт стал старшиной капитула Аугсбургского собора. Назначению предшествовала рекомендация аугсбургского князя-епископа Кристофа фон Фрейберг-Айзенберга, а также заступничество брата Давида, в то время проповедника в церкве монастыря святого Георгия. Ганс Георг Моцарт сохранил этот пост даже после смерти Фрейберга-Айзенберга в 1690 году. В 1689 году Моцарт стал главой Аугсбургской гильдии каменщиков, ещё трижды занимая эту должность (1690, 1705 и 1712 годы). Он участвовал в строительных проектах до самой смерти в 1719 году, в том числе, работал над домами Фуггеров на Максимилианштрассе в Аугсбурге.

## Работы

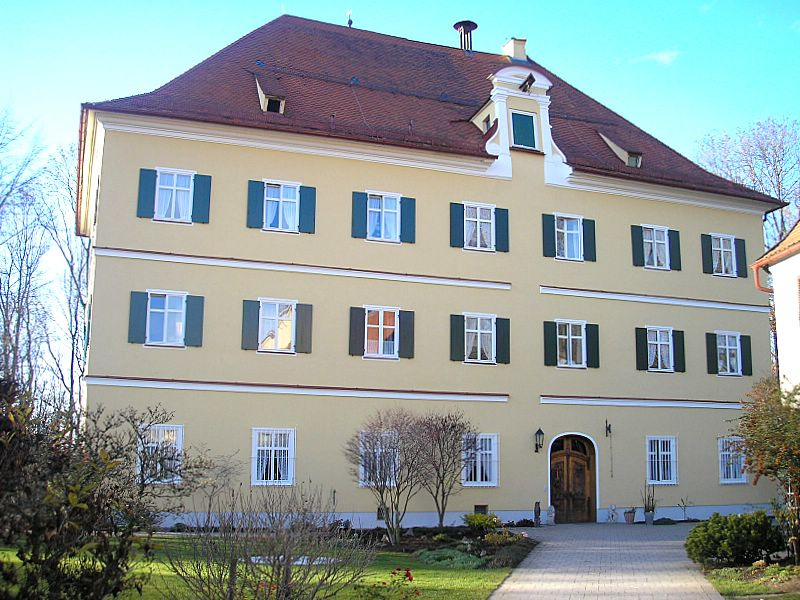
Главное здание Замок Мергентау в стиле барокко

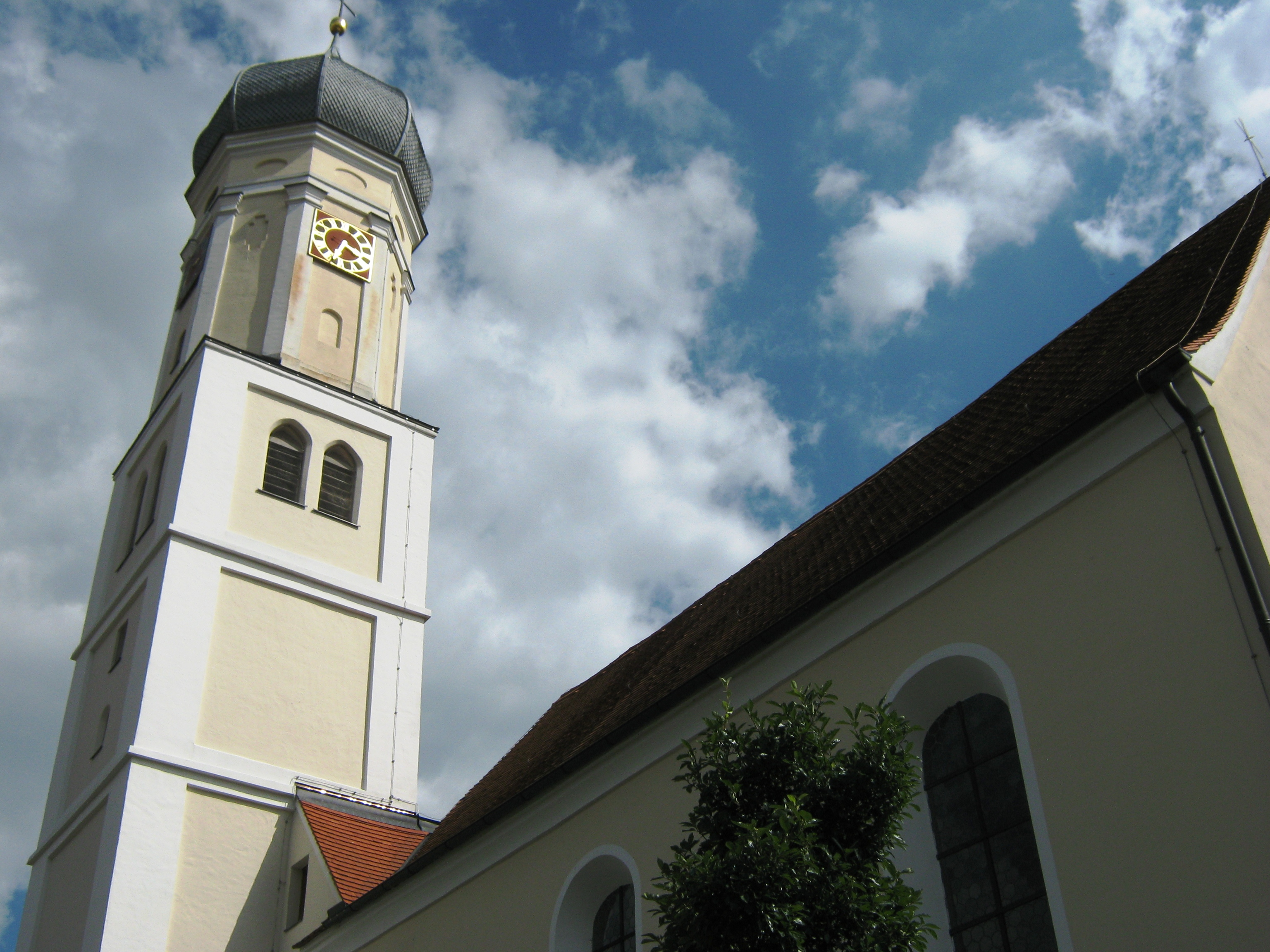
Приходская церковь Св. Адельгундиса (Анхаузен)

Ганс Георг Моцарт первоначально работал вместе со своим отцом Давидом, вероятно, над частным домом в Диллингене, на сегодняшней Кёнигштрассе 44, и над колокольней паломнической церкви Богоматери в Моосе в Киклингене (сегодня Диллинген). Позже, среди прочего, он построил дом аугсбургского мэра на Максимилианштрассе, разрушенный во время бомбардировки в 1944 году.
Среди сохранившихся до нашего времени зданий, которые, безусловно, можно отнести к Гансу Георгу Моцарту, есть:
- Здание монастыря каноников-августинцев Святого Георга в Аугсбурге (1705)[7]
- колокольня церкви Святого Михаила в Аугсбург-Пферзее (1693)[8]
- Пивоварня в Штадтбергене (1695)[9]
- Переоборудование хора, колокольня и новое здание нефа церкви Святого Адельгундиса в Анхаузене (1708, 1711 и 1716)[10]
- Новый хор и здание башни Св. Блазиуса в Хирблингене[11]
- Замок Мергентау[нем.] в стиле барокко близ Киссинга (1713)[12]

## Семья
Ганс Георг Моцарт был вторым сыном уважаемого аугсбургского мастера-каменщика Давида Моцарта, родоначальника творческой семьи Моцарт. Двое из его братьев также были мастерами-каменщиками, Даниэль (1645—1683) и Франц, прадед композитора Вольфганга Амадея Моцарта. Однако ни один из них не достиг такого значения, как Ганс Георг или его отец Давид. Другой брат, Давид (1653—1710), продолжил карьеру священнослужителя, а младший брат, Иоганн Михаэль (1655—1718), стал скульптором. У Ганса Георга Моцарта также было четыре сестры.
Ганс Георг Моцарт был дважды женат и имел 11 детей:
- с 1679 года с Розиной (урожденной Поллингер), которая умерла через четыре года, вскоре после рождения третьего ребёнка.
- от 14 марта 1684 года с Урсулой Виденманн. В результате этого брака родилось еще восемь детей[14].

После смерти своего брата Франца Моцарт взял на себя опеку над племянником Иоганном Георгом, впоследствии отцом Леопольда Моцарта и дедушкой Вольфганга Амадея Моцарта.

## Фильмография
- Eingetaucht in die Ewigkeit: Augsburg – die bayerische Mozartstadt, документальный фильм Бернарда Графа[нем.] для Bayerischer Rundfunk (2011) о Гансе Георге Моцарте, его предках и родственниках.
- Mozart, die wahre Geschichte, документальный фильм Бернарда Графа для Bayerischer Rundfunk (2012) о Гансе Георге Моцарте, его предках и знаменитых родственниках.
- Mozarts Geheimnisse, документальный фильм Бернарда Графа для Bayerischer Rundfunk (2019) о Гансе Георге Моцарте, его предках и родственниках.